# Aeropuerto Dallas Love
El Aeropuerto Dallas Love (del inglés: Dallas Love Field) (IATA: DAL, OACI: KDAL, FAA LID: DAL), es un aeropuerto público de propiedad municipal ubicado a 10 kilómetros (6 millas) al noroeste del centro de Dallas, Texas. Fue el principal aeropuerto de Dallas hasta 1974 cuando el Aeropuerto Internacional de Dallas-Fort Worth (DFW) abrió.
La sede corporativa de Southwest Airlines se encuentra en el Aeropuerto Dallas Love. El aeropuerto es también una ciudad foco para Southwest, así como para Virgin America. Siete operadores de servicio completo de base fija (FBO) proporcionan servicios generales de aviación: combustible, mantenimiento, alquiler de hangares y cartas. Algunos también ofrecen salas de reuniones, alquiler de coches, servicio de limusina y restaurantes.

## Historia

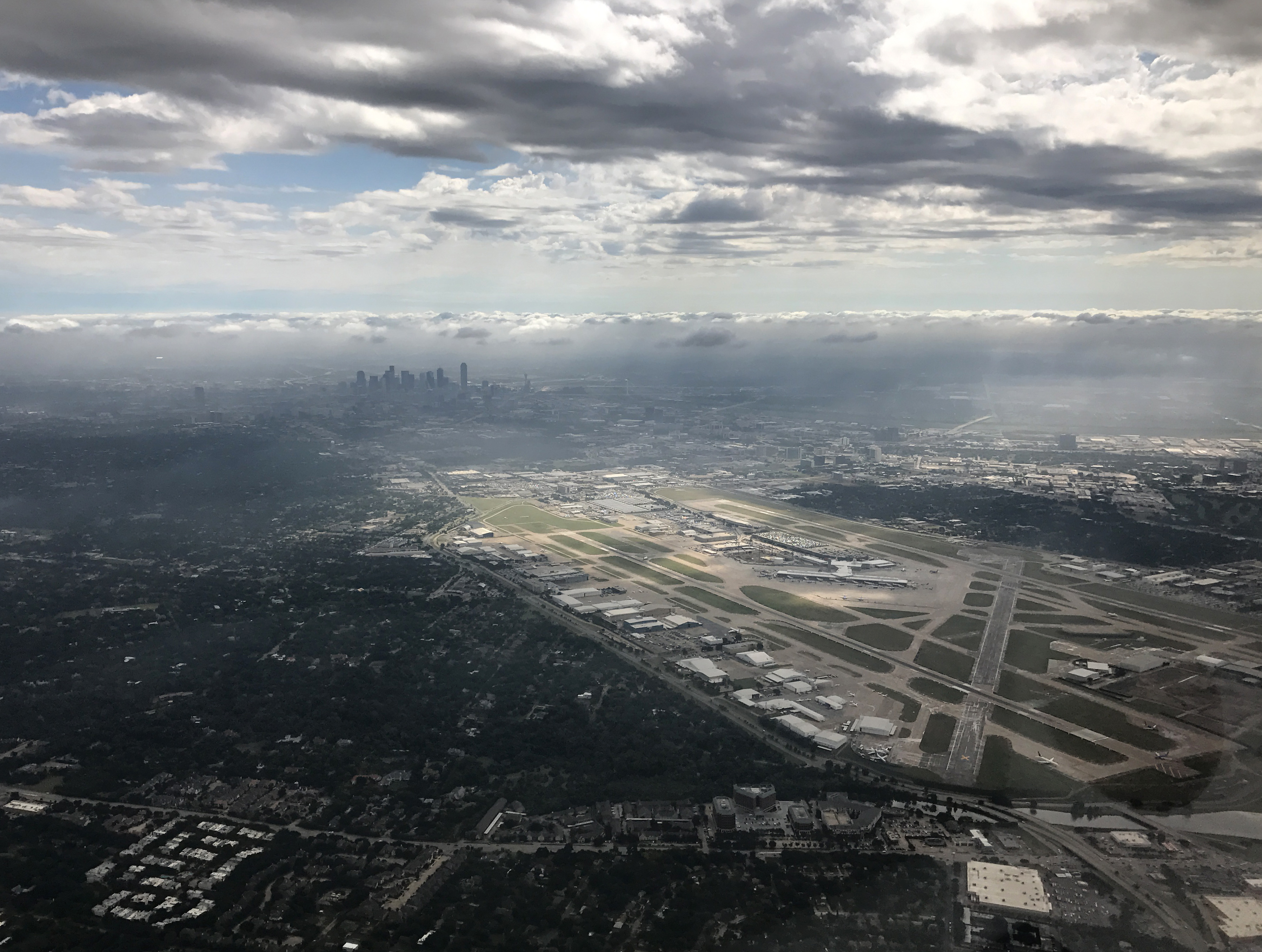
Foto aérea de Dallas Love Field, mirando al sur con el centro de Dallas en la distancia.

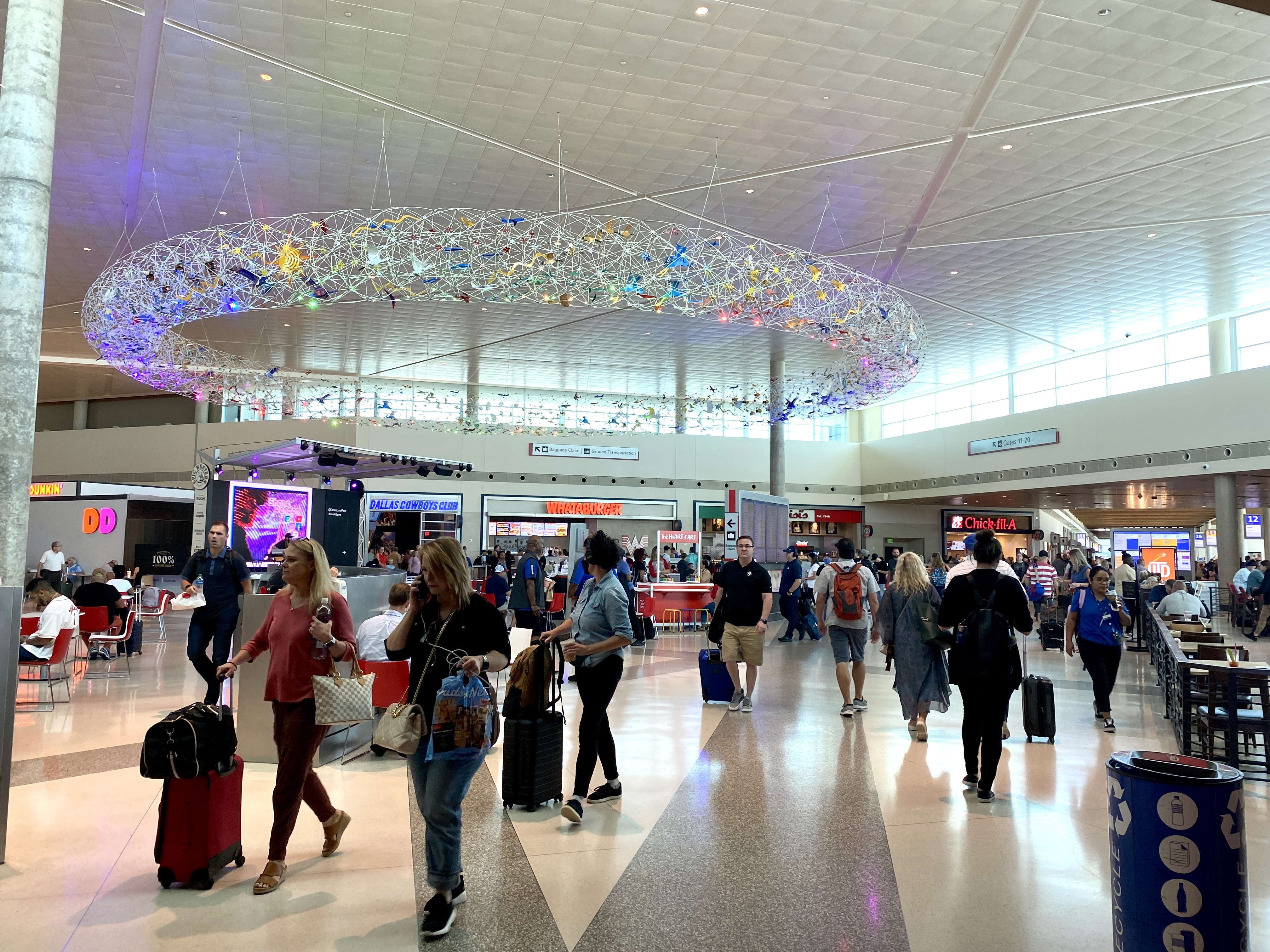
Interior de la terminal renovada.

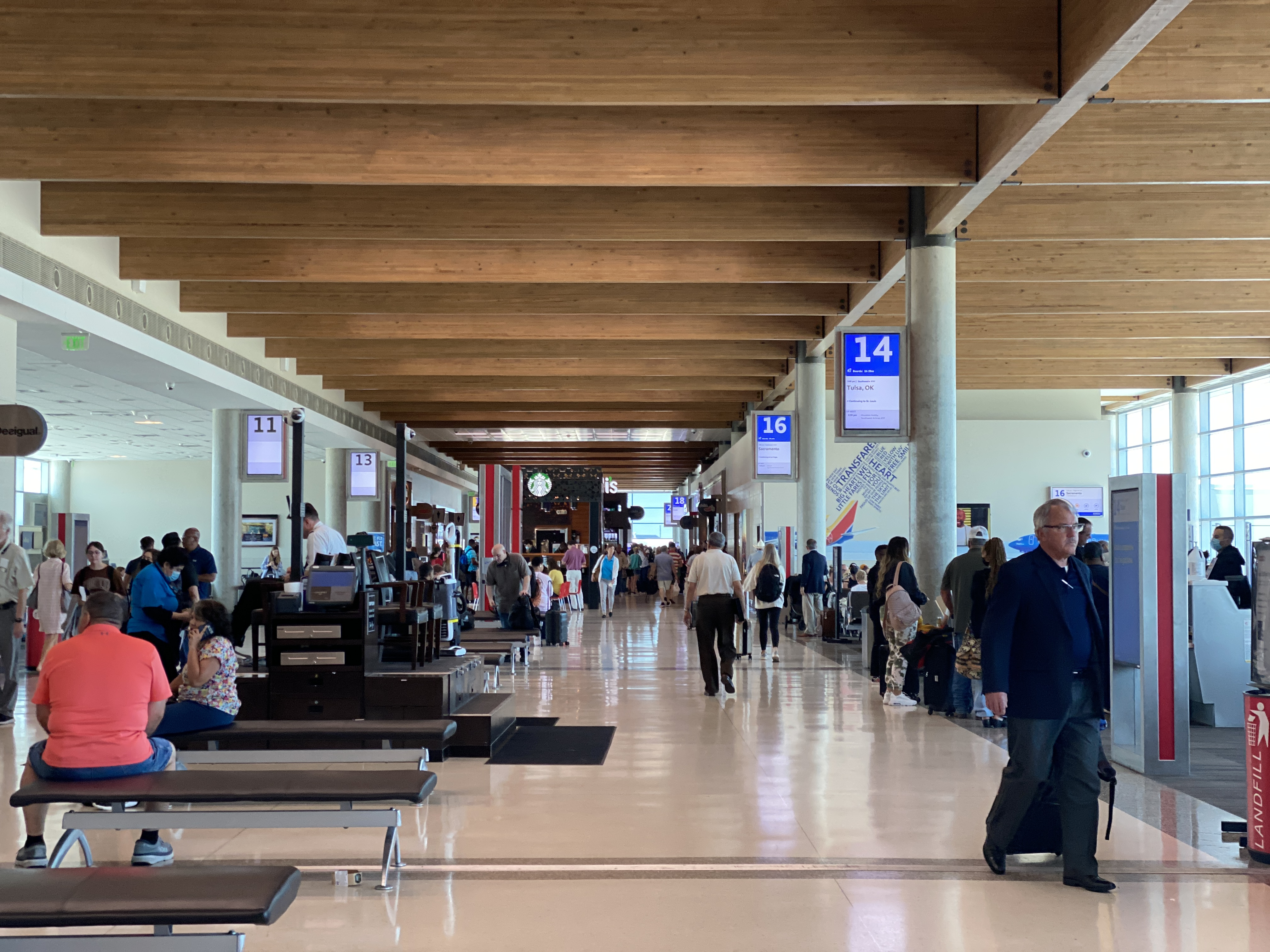
Interior de la sala de las puertas de embarque.

El 22 de noviembre de 1963 el presidente John F. Kennedy hizo en este aeropuerto el último aterrizaje de su vida a bordo del Air Force One procedente de Fort Worth después de un corto viaje de tan solo 13 minutos. Fue el vuelo final del Presidente, ese viernes a la hora en que llegó el sol brillaba magníficamente, y solo minutos después se presentó en las calles de Dallas la dramática tragedia en donde el Presidente Kennedy fue asesinado.

## Instalaciones y aviones
Aeropuerto Dallas Love tiene una superficie de 530 hectáreas (1,300 acres) a una elevación de 148 metros (487 pies) por encima del nivel del mar. Cuenta con tres pistas de aterrizaje:
- Pista de aterrizaje 13I/31D: 2,363 m × 46 m (7,752 x 150 pies) , Superficie: Concreto (Construida en 1943, ampliada en 1952[5])
- Pista de aterrizaje 13D/31I: 2,682 m × 46 m (8,800 x 150 pies) , Superficie: Concreto (Construida en 1965[6])
- Pista de aterrizaje 18/36:, 1,874 m × 46 m (6,147 x 150 pies) Superficie: Asfalto (Construida en 1943[5])

Para el período de 12 meses que finalizó el 31 de octubre de 2007 en el aeropuerto tuvo 247,235 operaciones de aeronaves, un promedio de 677 por día: 39% aviación general, 37% de aerolíneas, 23% de taxi aéreos y 1% de aviación militar. En ese momento había 693 aviones basados en este aeropuerto: 3%  monomotores, 4% multi-motores, 93% aviones jet y 1% helicópteros.
Las instalaciones del Departamento de Aviación de la Ciudad de Dallas se encuentra en los terrenos del aeropuerto.

## Terminal
La modernización de las terminales del Aeropuerto Dallas Love se anunció a principios de 2009. El plan maestro de $519 millones de dólares reemplaza los edificios de las terminales existentes por una sola terminal, con una sala de 20 puertas.
Southwest tiene arrendamientos preferenciales a 18 puertas; Virgin America tiene arrendamientos preferenciales a 2 puertas. Virgin America comparte sus puertas con SeaPort Airlines. Estas puertas son las puertas 11 y 13. Un acuerdo de intercambio de puerta temporal entre Southwest y Delta y un acuerdo similar entre United y Southwest terminaron el 5 y 6 de enero respectivamente, para permitir la expansión de los horarios de los vuelos de Southwest y United. United y Delta comenzaron otro acuerdo, permitiendo a Delta compartir una de las puertas de United hasta el 6 de julio de 2015.
El 30 de enero de 2015, Southwest Airlines anunció que ha firmado un acuerdo de sub-arrendamiento de 2 puertas del Aeropuerto Dallas Love; United fianlizó su servicio al Dallas Loveel el 15 de marzo de 2015. Southwest ha anunciado vuelos adicionales y ciudades con las dos puertas extra.

### Terminal de Legend
El terminal fue construida por Legend Airlines y fue más tarde utilizado por Legend Airlines y Delta Connection/Atlantic Southeast Airlines. Bajo los términos del levantamiento de la Enmienda Wright, el número de puertas en el aeropuerto es limitado por lo tanto se opone de manera efectiva el uso de la terminal de vuelos regulares de pasajeros. Las puertas de la antigua terminal fueron derribadas y la estructura que queda fue convertida en una oficina de Aduanas y Protección Fronteriza de los Estados Unidos.

## Aerolíneas y destinos

### Pasajeros
Las siguientes aerolíneas ofrecen servicio regular de pasajeros.
| Aerolíneas         | Destinos |
| ------------------ | --- |
| Delta Air Lines    | Atlanta |
| JSX                | Cabo San Lucas, Hobbs, Houston–Hobby, Lajitas, Las Vegas, Miami–Opa Locka, Scottsdale Estacional: Denver–Centennial (inicia el 10 de septiembre de 2025), Denver–Rocky Mountain (finaliza el 9 de septiembre de 2025), Destin–Executive, Gunnison/Crested Butte, Santa Fe, Taos |
| Southwest Airlines | Albuquerque, Amarillo, Atlanta, Austin, Baltimore, Birmingham (AL), Burbank, Charleston (SC), Charlotte, Chicago-Midway, Chicago–O'Hare, Colorado Springs, Columbus–Glenn, Denver, Destin/Fort Walton Beach, El Paso, Fort Lauderdale, Harlingen, Houston-Hobby, Indianápolis, Jacksonville (FL), Kansas City, Knoxville (inicia el 5 de marzo de 2026), Las Vegas, Little Rock, Long Beach, Los Ángeles, Louisville, Lubbock, Memphis, Miami, Midland/Odessa, Milwaukee, Nashville, Nueva Orleans, Nueva York-LaGuardia, Oakland, Oklahoma City (reinicia el 5 de marzo de 2026), Omaha, Ontario, Orange County, Orlando, Panama City (FL), Pensacola, Phoenix–Sky Harbor, Pittsburgh, Raleigh/Durham, Sacramento, Salt Lake City, San Antonio, San Diego, San José (CA), San Luis, Savannah, Tampa, Tulsa, Washington-National Estacional: Boise, Boston, Bozeman, Búfalo, Filadelfia, Fort Myers, Fresno, Hayden/Steamboat Springs, Mineápolis/St. Paul, Montrose, Myrtle Beach, Norfolk, Palm Springs, Portland (OR), Providence, Reno/Tahoe, San Francisco, Sarasota, Seattle/Tacoma, Spokane, Tucson |

### Destinos nacionales
Se brinda servicio a 88 ciudades dentro del país a cargo de 3 aerolíneas. 
| Destinos nacionales del Aeropuerto de Dallas Love DAL ABQ AMA ATL AUS BWI BHM BZN BOI BOS BUF BUR CHS CLT MDW ORD COS CMH DEN BJC APA VPS DSI ELP PHL FLL RSW FAT HDN HRL HOB GUC HOU IND JAX MCI TYS T89 LAS LIT LGB LAX SDF LBB MEM MIA OPF MAF MKE MSP MTJ MYR BNA ORF MSY LGA OAK OKC OMA ONT SNA MCO PSP ECP PNS PHX PIT PDX PVD RDU RNO SMF STL SLC SAT SAN SFO SJC SRQ SAF SAV SEA SCF GEG TPA TSM TUS TUL DCA | Destinos nacionales del Aeropuerto de Dallas Love DAL ABQ AMA ATL AUS BWI BHM BZN BOI BOS BUF BUR CHS CLT MDW ORD COS CMH DEN BJC APA VPS DSI ELP PHL FLL RSW FAT HDN HRL HOB GUC HOU IND JAX MCI TYS T89 LAS LIT LGB LAX SDF LBB MEM MIA OPF MAF MKE MSP MTJ MYR BNA ORF MSY LGA OAK OKC OMA ONT SNA MCO PSP ECP PNS PHX PIT PDX PVD RDU RNO SMF STL SLC SAT SAN SFO SJC SRQ SAF SAV SEA SCF GEG TPA TSM TUS TUL DCA | Destinos nacionales del Aeropuerto de Dallas Love DAL ABQ AMA ATL AUS BWI BHM BZN BOI BOS BUF BUR CHS CLT MDW ORD COS CMH DEN BJC APA VPS DSI ELP PHL FLL RSW FAT HDN HRL HOB GUC HOU IND JAX MCI TYS T89 LAS LIT LGB LAX SDF LBB MEM MIA OPF MAF MKE MSP MTJ MYR BNA ORF MSY LGA OAK OKC OMA ONT SNA MCO PSP ECP PNS PHX PIT PDX PVD RDU RNO SMF STL SLC SAT SAN SFO SJC SRQ SAF SAV SEA SCF GEG TPA TSM TUS TUL DCA | Destinos nacionales del Aeropuerto de Dallas Love DAL ABQ AMA ATL AUS BWI BHM BZN BOI BOS BUF BUR CHS CLT MDW ORD COS CMH DEN BJC APA VPS DSI ELP PHL FLL RSW FAT HDN HRL HOB GUC HOU IND JAX MCI TYS T89 LAS LIT LGB LAX SDF LBB MEM MIA OPF MAF MKE MSP MTJ MYR BNA ORF MSY LGA OAK OKC OMA ONT SNA MCO PSP ECP PNS PHX PIT PDX PVD RDU RNO SMF STL SLC SAT SAN SFO SJC SRQ SAF SAV SEA SCF GEG TPA TSM TUS TUL DCA | Destinos nacionales del Aeropuerto de Dallas Love DAL ABQ AMA ATL AUS BWI BHM BZN BOI BOS BUF BUR CHS CLT MDW ORD COS CMH DEN BJC APA VPS DSI ELP PHL FLL RSW FAT HDN HRL HOB GUC HOU IND JAX MCI TYS T89 LAS LIT LGB LAX SDF LBB MEM MIA OPF MAF MKE MSP MTJ MYR BNA ORF MSY LGA OAK OKC OMA ONT SNA MCO PSP ECP PNS PHX PIT PDX PVD RDU RNO SMF STL SLC SAT SAN SFO SJC SRQ SAF SAV SEA SCF GEG TPA TSM TUS TUL DCA | Destinos nacionales del Aeropuerto de Dallas Love DAL ABQ AMA ATL AUS BWI BHM BZN BOI BOS BUF BUR CHS CLT MDW ORD COS CMH DEN BJC APA VPS DSI ELP PHL FLL RSW FAT HDN HRL HOB GUC HOU IND JAX MCI TYS T89 LAS LIT LGB LAX SDF LBB MEM MIA OPF MAF MKE MSP MTJ MYR BNA ORF MSY LGA OAK OKC OMA ONT SNA MCO PSP ECP PNS PHX PIT PDX PVD RDU RNO SMF STL SLC SAT SAN SFO SJC SRQ SAF SAV SEA SCF GEG TPA TSM TUS TUL DCA | Destinos nacionales del Aeropuerto de Dallas Love DAL ABQ AMA ATL AUS BWI BHM BZN BOI BOS BUF BUR CHS CLT MDW ORD COS CMH DEN BJC APA VPS DSI ELP PHL FLL RSW FAT HDN HRL HOB GUC HOU IND JAX MCI TYS T89 LAS LIT LGB LAX SDF LBB MEM MIA OPF MAF MKE MSP MTJ MYR BNA ORF MSY LGA OAK OKC OMA ONT SNA MCO PSP ECP PNS PHX PIT PDX PVD RDU RNO SMF STL SLC SAT SAN SFO SJC SRQ SAF SAV SEA SCF GEG TPA TSM TUS TUL DCA |
| Destinos | Southwest Airlines | JSX | Delta Air Lines | Otra | # | |
| --- | --- | --- | --- | --- | --- | --- |
| Albuquerque (ABQ) | • | | | | 1 | |
| Amarillo (AMA) | • | | | | 1 | |
| Atlanta (ATL) | • | | • | | 2 | |
| Austin (AUS) | • | | | | 1 | |
| Baltimore (BWI) | • | | | | 1 | |
| Birmingham (BHM) | • | | | | 1 | |
| Boise (BOI) | • | | | | 1 | |
| Boston (BOS) | • | | | | 1 | |
| Bozeman (BZN) | • | | | | 1 | |
| Búfalo (BUF) | • | | | | 1 | |
| Burbank (BUR) | • | | | | 1 | |
| Charleston (CHS) | • | | | | 1 | |
| Charlotte (CLT) | • | | | | 1 | |
| Chicago (MDW) | • | | | | 1 | |
| Chicago (ORD) | • | | | | 1 | |
| Colorado Springs (COS) | • | | | | 1 | |
| Columbus (CMH) | • | | | | 1 | |
| Denver (DEN) | • | | | | 1 | |
| Denver (BJC) | | • | | | 1 | |
| Denver (APA) | | • | | | 1 | |
| Destin (VPS) | • | | | | 1 | |
| Destin (DSI | | • | | | 1 | |
| El Paso (ELP) | • | | | | 1 | |
| Filadelfia (PHL) | • | | | | 1 | |
| Fort Lauderdale (FLL) | • | | | | 1 | |
| Fort Myers (RSW) | • | | | | 1 | |
| Fresno (FAT) | • | | | | 1 | |
| Gunnison (GUC) | | • | | | 1 | |
| Harlingen (HRL) | • | | | | 1 | |
| Hayden (HDN) | • | | | | 1 | |
| Hobbs (HOB) | | • | | | 1 | |
| Houston (HOU) | • | • | | | 2 | |
| Indianápolis (IND) | • | | | | 1 | |
| Jacksonville (JAX) | • | | | | 1 | |
| Kansas City (MCI) | • | | | | 1 | |
| Knoxville (TYS) | • | | | | 1 | |
| Lajitas (T89) | | • | | | 1 | |
| Las Vegas (LAS) | • | • | | | 2 | |
| Little Rock (LIT) | • | | | | 1 | |
| Long Beach (LGB) | • | | | | 1 | |
| Los Ángeles (LAX) | • | | | | 1 | |
| Louisville (SDF) | • | | | | 1 | |
| Lubbock (LBB) | • | | | | 1 | |
| Memphis (MEM) | • | | | | 1 | |
| Miami (MIA) | • | | | | 1 | |
| Miami (OPF) | | • | | | 1 | |
| Midland (MAF) | • | | | | 1 | |
| Milwakee (MKE) | • | | | | 1 | |
| Mineápolis (MSP) | • | | | | 1 | |
| Myrtle Beach (MYR) | • | | | | 1 | |
| Montrose (MTJ) | • | | | | 1 | |
| Nashville (BNA) | • | | | | 1 | |
| Norfolk (ORF) | • | | | | 1 | |
| Nueva Orleans (MSY) | • | | | | 1 | |
| Nueva York (LGA) | • | | | | 1 | |
| Oakland (OAK) | • | | | | 1 | |
| Oklahoma City (OKC) | • | | | | 1 | |
| Omaha (OMA) | • | | | | 1 | |
| Ontario (ONT) | • | | | | 1 | |
| Orange County (SNA) | • | | | | 1 | |
| Orlando (MCO) | • | | | | 1 | |
| Palm Springs (PSP) | • | | | | 1 | |
| Panama City (ECP) | • | | | | 1 | |
| Pensacola (PNS) | • | | | | 1 | |
| Phoenix (PHX) | • | | | | 1 | |
| Pittsburgh (PIT) | • | | | | 1 | |
| Portland (PDX) | • | | | | 1 | |
| Providence (PVD) | • | | | | 1 | |
| Raleigh (RDU) | • | | | | 1 | |
| Reno (RNO) | • | | | | 1 | |
| Sacramento (SMF) | • | | | | 1 | |
| Salt Lake City (SLC) | • | | | | 1 | |
| San Antonio (SAT) | • | | | | 1 | |
| San Diego (SAN) | • | | | | 1 | |
| San Francisco (SFO) | • | | | | 1 | |
| San José (SJC) | • | | | | 1 | |
| San Luis (STL) | • | | | | 1 | |
| Sarasota (SRQ) | • | | | | 1 | |
| Santa Fe (SAF) | | • | | | 1 | |
| Savannah (SAV) | • | | | | 1 | |
| Seattle (SEA) | • | | | | 1 | |
| Scottsdale (SCF) | | • | | | 1 | |
| Spokane (GEG) | • | | | | 1 | |
| Tampa (TPA) | • | | | | 1 | |
| Tucson (TUS) | • | | | | 1 | |
| Taos (TSM) | | • | | | 1 | |
| Tulsa (TUL) | • | | | | 1 | |
| Washington (DCA) | • | | | | 1 | |
| Total | 78 | 12 | 1 | 0 | 88 | |

### Destinos internacionales
Se ofrece servicio a 1 destino internacional, a cargo de 1 aerolínea.
| Ciudades                              | Nombre del aeropuerto                     | Aerolíneas   |              |
| Norteamérica                          | Norteamérica                              | Norteamérica | Norteamérica |
| ------------------------------------- | ----------------------------------------- | ------------ | ------------ |
| México (1 destino, 1 aerolínea)       |                                           |              |              |
| Cabo San Lucas                        | Aeródromo Internacional de Cabo San Lucas | JSX          |              |
| Total: 1 destino, 1 país, 1 aerolínea |                                           |              |              |

### Antiguos servicios de aerolíneas
Varias aerolíneas han servido el Aeropuerto Dallas Love en el pasado, incluyendo: American Airlines, American Freighter, Braniff International Airways, Capital Airlines, Central Airlines, Eastern Air Lines, Legend Airlines, Ozark Air Lines, Saturn Airways, Slick Airways, Southern Air Transport, Trans-Texas Airways, United Airlines y más.
Braniff International  fue la mayor aerolínea del Aeropuerto Dallas Love. Comenzó a volar allí en la década de 1930 y trasladó la mayoría de sus vuelos a DFW, cuando se inauguró en 1973. Braniff mantuvo vuelos en el Aeropuerto Dallas Love hasta su colapso en mayo de 1982.
El Aeropuerto Dallas Love fue el eje principal para la línea aérea Legend Airlines. La aerolínea trabajó su camino alrededor de la Enmienda Wright al volar con aviones de 56 asientos a las principales ciudades como Los Ángeles y Nueva York. Finalizó en 2005.
American Airlines relanzó vuelos al aeropuerto en 2005 para competir con Southwest Airlines y llenar el vacío dejado por Legend. Con el tiempo, terminó el servicio al aeropuerto y vendió sus 2 puertas a Virgin America en 2014.
Continental Express fue la primera aerolínea en relanzar los vuelos después de que DFW abrió sus puertas en 1974. Continental comenzó a volar diariamente con aviones Embraer ERJ 145 entre Love Field y el Aeropuerto Intercontinental George Bush en 1998. En 2012, Continental y United se fusionaron. United siguió volando la ruta a Houston hasta marzo de 2015. Sus 2 puertas en el aeropuerto han sido alquiladas a Southwest Airlines desde entonces.

## Estadísticas

### Rutas más transitadas

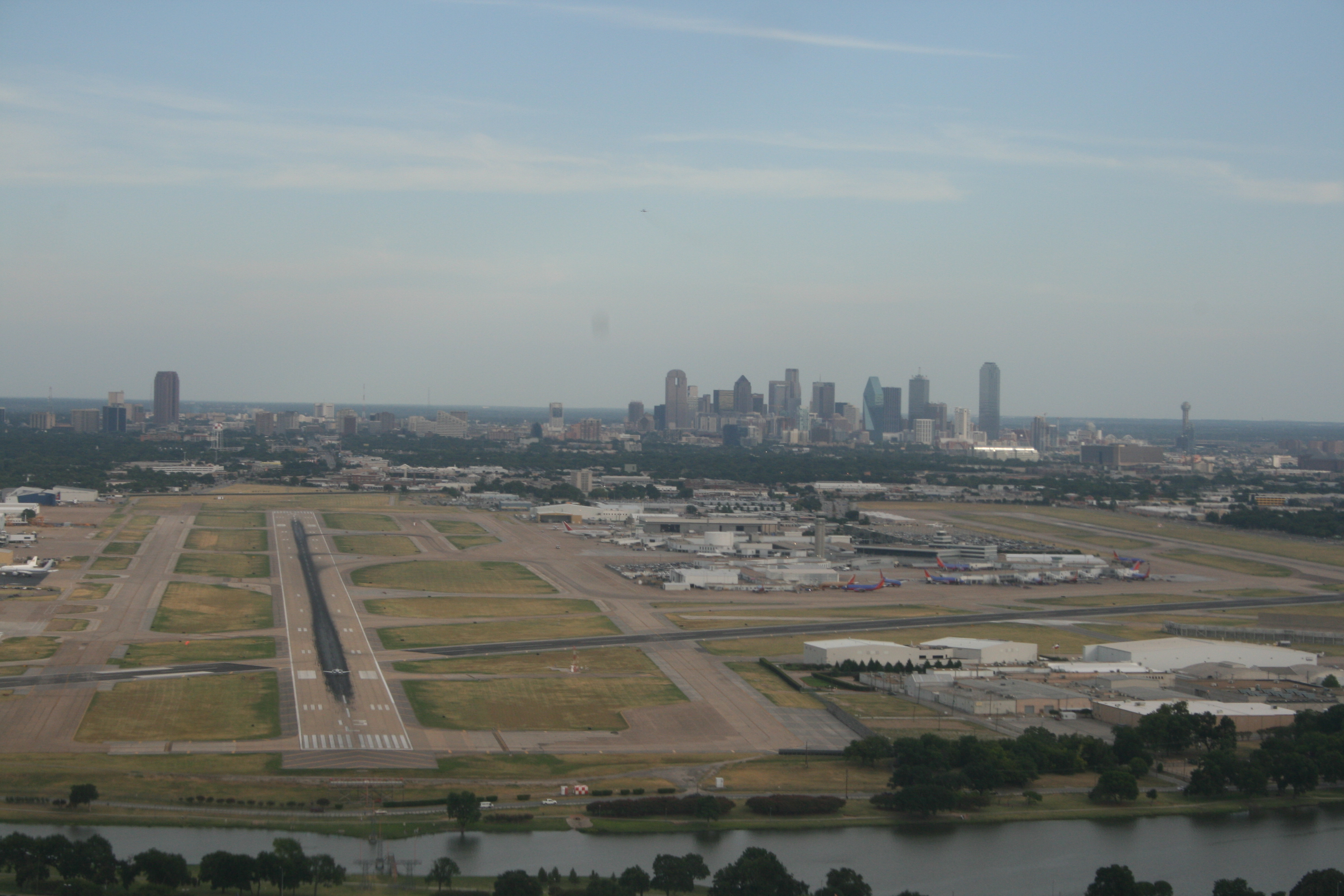
Pista 13I de KDAL.

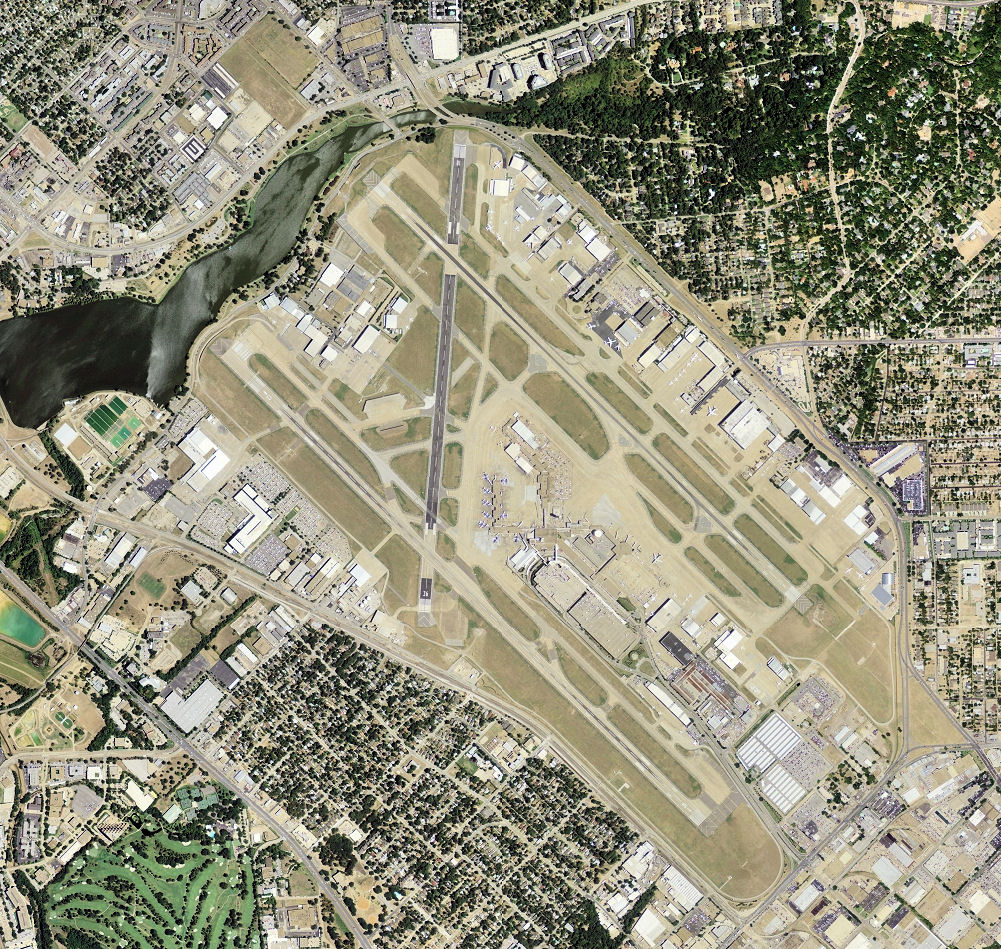
Vista aérea del aeropuerto.

| Número | Ciudad                  | Pasajeros | Aerolínea                           |
| ------ | ----------------------- | --------- | ----------------------------------- |
| 1      | Houston, Texas          | 419,000   | JSX, Southwest Airlines             |
| 2      | Denver, Colorado        | 415,000   | Southwest Airlines                  |
| 3      | Phoenix, Arizona        | 383,000   | Southwest Airlines                  |
| 4      | Atlanta, Georgia        | 382,000   | Delta Air Lines, Southwest Airlines |
| 5      | Las Vegas, Nevada       | 375,000   | JSX, Southwest Airlines             |
| 6      | Orlando, Florida        | 345,000   | Southwest Airlines                  |
| 7      | San Antonio, Texas      | 294,000   | Southwest Airlines                  |
| 8      | Chicago, Illinois       | 288,000   | Southwest Airlines                  |
| 9      | Nashville, Tennessee    | 288,000   | Southwest Airlines                  |
| 10     | Nueva Orleans, Luisiana | 252,000   | Southwest Airlines                  |

### Tráfico Anual
| Año  | Pasajeros |  | Año  | Pasajeros  |  | Año  | Pasajeros  |
| ---- | --------- |  | ---- | ---------- |  | ---- | ---------- |
| 1996 | 7,064,515 |  | 2006 | 6,874,717  |  | 2016 | 15,562,738 |
| 1997 | 6,807,894 |  | 2007 | 7,953,385  |  | 2017 | 15,723,617 |
| 1998 | 6,715,596 |  | 2008 | 8,060,792  |  | 2018 | 16,229,151 |
| 1999 | 6,820,867 |  | 2009 | 7,744,522  |  | 2019 | 16,754,262 |
| 2000 | 7,077,549 |  | 2010 | 7,960,809  |  | 2020 | 7,684,653  |
| 2001 | 6,685,618 |  | 2011 | 7,980,020  |  | 2021 | 13,315,498 |
| 2002 | 5,622,754 |  | 2012 | 8,173,927  |  | 2022 | 15,685,850 |
| 2003 | 5,588,930 |  | 2013 | 8,470,586  |  | 2023 | 17,591,609 |
| 2004 | 5,889,756 |  | 2014 | 9,413,636  |  | 2024 | 16,331,347 |
| 2005 | 5,909,599 |  | 2015 | 14,497,498 |  |      |            |

## Transporte público
Actualmente, la ruta del autobús 524 del DART sirve al aeropuerto.
La Línea Naranja y la Línea Verde del tren ligero del DART sirven al aeropuerto a desde la estación Inwood/Love Field que abrió sus puertas en 2010. Los pasajeros deben utilizar el autobús de la ruta 524 con el fin de viajar entre el aeropuerto y la estación Inwood/Love Field.

## Servicios chárter y FBOs
Asimismo, en el Aeropuerto Dallas Love operan las siguientes compañías de vuelos chárter y FBOs:
- Landmark Aviation
- Business Jet Center (FBO)
- Business Jet Access (Charter) Archivado el 5 de agosto de 2018 en Wayback Machine.
- Signature Flight Support
- Jet Aviation

## Aeropuertos cercanos
Los aeropuertos más cercanos son:
- Aeropuerto Internacional de Dallas-Fort Worth (17 km)
- Aeropuerto Regional de Waco (142 km)
- Aeropuerto Regional de Tyler Pounds (146 km)
- Aeropuerto Municipal de Wichita Falls (198 km)
- Aeropuerto de Gladewater (206 km)